# La Cachavera
Antonia Cachavera, més coneguda com a “La cachavera” dins l'univers cultural, va ser una artista amb molt de renom en el gènere de cuplet, gràcies al seu talent i segurament pels seus habituals escàndols en els seus espectacles. Quant a les dades bibliogràfiques sobre ella, n'hi ha ben poques, ni tan sols se sap quan va néixer o morir.
El que sí que se sap del cert, és que provenia d'una família benestant, gràcies al qual va disposar d'una bona educació. A més, la família mantenien relació amb F. A. Barbieri, i això va influenciar en la posterior educació artística de Cachavera, en cant, piano i dansa.

## Carrera professional
La seva carrera professional s'inicia al Circo Price, de Madrid, l'any 1907, amb l'espectacle de couplé anomenat “La llave”, que va realitzar, com a tiple, juntament amb Fornarina i Pepita Sevilla, també artistes del gènere. Però realment va sortir a la llum amb “La diosa del placer”, espectacle de renom, on va triunfar, tot mostrant les seves grans capacitats com a artista “sicalíptica”. Durant la funció va succeir un conflicte, que va acabar en escàndol públic, i inclús en judici. Aquest fet, també va potenciar la fama de l'artista. Com a conseqüència, el local, va tancar durant un temps. A mitjans del 1907, van reobrir-lo, però la seva tendència més eròtica ja no era tant evident. Van començar a programar altres tipus d'espectacles, tot i no agradar gaire als ‘habituals' del local.
Més endavant, fa un espectacle per a un concurs, anomenat “La machicha”, on va tornar a viure un escàndol públic, al denunciar a la Cachavera per “ballar massa alegrement”. Per aquest, i d'altres motius, es va traslladar a Barcelona. Allà, actuà al Còmic, l'any 1908, amb “Las doce de la noche”, i a Olympia, el 1912, amb “La reina del violinete", ambdues sarsueles. En aquest últim cas, van recaure els escàndols públics, on va inclús ser arrestada durant dos mesos, que va anar a la presó. L'escàndol que va provocar va ser a causa dels seus balls, 'Azuquiqui' o 'La farruca'. No obstant, amb aquests mateixos balls, va posar de moda el garrotín, ball d'origen gitano que dominava a la perfecció. Al voltant d'aquesta situació hi va haver moltes crítiques, però sobretot la dels crítics periodístics els quals feien publicacions, jutjant-la d'“exaltar los morenos que salen derechos a los alrededores donde hay instalado un barrio clandestino a precios módicos”.
Ja el 1913 entra a formar part de la companyia Vega-Blay, amb els que actua al Teatre Líric amb “El rey que rabió”, “El rey de las hades” i “La corte del Faraón”, interpretant cuplets, que la dugueren a la fama gràcies a la seva brillant actuació, malgrat la tendència als escàndols públics.
La seva fama i estimació pública, van arribar fins a tal punt, que en un dels seus espectacles que, el 28 de març de 1914, el públic va sortir al carrer a manifestar-se, després que per ordre governamental, s'encarreguessin, els agents de seguretat, de retirar la gent i a tancar el local on estaven realitzant l'actuació, prohibint ser vist l'espectacle. L'artista, no va ser multada ni empresonada, però sí que va haver de cedir en el contingut de les seves actuacions, a partir d'aquest moment, el governador li va exigir que rebaixés el nivell de picardia d'aquests.
Més endavant va passar una temporada a València, on va seguir amb els espectacles i els seus escàndols, com "de costum”, en concret a Sagunt i Paterna, l'any 1930.
Aleshores, va tornar a la seva estimada ciutat, Barcelona, seguint també amb les seves actuacions en el 'music-hall' Bataclan, al Paral·lel, en locals cada cop de més baixa categoria, que es començaven a conèixer com a Cabarets.
Durant el 1931, va tornar a tenir un escàndol i la seva carrera, a poc a poc va començar a apagar-se. Realment no se sap fins a quin punt es va apagar, ja que a partir de l'any 1936, amb l'inici de la guerra civil, ja no es té constància de cap document ni informació que acrediti què se'n va fer d'ella i la seva carrera.
La Cachavera, va passar a l'oblit, com moltes d'altres artistes d'aquest gènere tan rebutjat.